# 科学月报
科学月报是一本科学杂志，从1915年发行至1957年。《科学月报》最初由《每月大众科学》的前出版商和编辑，心理学家詹姆斯·麦基恩·卡特尔发行。1958年,《科学月报》被《科学》杂志合并。